# بايرون جي. ألين
بايرون جي. ألين (بالإنجليزية: Byron G. Allen)‏ هو صحفي وسياسي أمريكي، ولد في 13 سبتمبر 1901 في لورنس في الولايات المتحدة، وتوفي في 10 يونيو 1988 في ديترويت ليكس في الولايات المتحدة. حزبياً، نشط في الحزب الديمقراطي. وقد انتخب عضو مجلس نواب ولاية ايوا.